# Rudolf Schmidt (Lehrer)
Rudolf Ferdinand Schmidt (* 26. Oktober 1843 in Annaberg; † 1913) war ein deutscher Lehrer und Schuldirektor. Sein Volksschul-Atlas, der zunächst nur für das Königreich Sachsen vorgesehen war, erreichte 194 Auflagen.

## Leben und Wirken
Nach der Lehrerausbildung wurde Schmidt 1861 Lehrer in Dehles, 1863 in Plauen, bevor er 1865 zunächst an die Ratsfreischule in Leipzig wechselte. 1871 ging er als Oberlehrer an die höhere Schule für Mädchen und 1876 an die neu errichtete Städtische Gewerbeschule Leipzig. 1879 wurde er zum Direktor der VI. Bürgerschule in Leipzig in der Leipziger Arndtstraße berufen.
1893 war er Vorsitzender des Ausstellungsausschusses der 30. Allgemeinen Deutschen Lehrerversammlung in Leipzig.
Von 1901 bis 1913 war er 1. Vorsitzender des Erzgebirgszweigvereins Leipzig. Zu dieser Zeit wohnte er in der Andreasstraße.
Neben dem Volksschul-Atlas schrieb er 1902 mit Carl Schmid-Monnard (1858–1903) ein Handbuch über Schulgesundheitspflege. Außerdem gab er ab dem 51. Jahrgang 1902 die Zeitschrift Der praktische Schulmann heraus, in der er zuvor bereits selbst veröffentlichte.